# Municipio de Salem (condado de Allen)
El municipio de Salem (en inglés: Salem Township) es un municipio ubicado en el condado de Allen en el estado estadounidense de Kansas. En el año 2010 tenía una población de 249 habitantes y una densidad poblacional de 2 personas por km².

## Geografía
El municipio de Salem se encuentra ubicado en las coordenadas 37°49′19″N 95°18′26″O / 37.82194, -95.30722. Según la Oficina del Censo de los Estados Unidos, el municipio tiene una superficie total de 124.33 km², de la cual 123,35 km² corresponden a tierra firme y (0,78 %) 0,97 km² es agua.

## Demografía
Según el censo de 2010, había 249 personas residiendo en el municipio de Salem. La densidad de población era de 2 hab./km². De los 249 habitantes, el municipio de Salem estaba compuesto por el 98,8 % blancos, el 0,4 % eran afroamericanos, el 0,4 % eran de otras razas y el 0,4 % eran de una mezcla de razas. Del total de la población el 1,61 % eran hispanos o latinos de cualquier raza.